# Бойова надія
«Бойова надія» (англ. The Fighting Hope) — американська драма режисера Джорджа Мелфорда 1915 року.

## У ролях
- Джордж Гебгардт — Роберт Грейнджер
- Лаура Гоуп Крюс — Анна Грейнджер
- Джералд Ворд — Роберт Гарольд Грейнджер
- Томас Міган — Бертон Темпл
- Річард Морріс  — Крейвен
- Флоренс Сміт — міс Горам
- Теодор Робертс — Корнеліус Бреді
- Клео Ріджлі — Роуз Фанхон
- Том Форман — детектив Кларк
- Вільям Елмер — детектив Флетчер